# 8672 Morse
För andra betydelser, se Morse.
8672 Morse eller 1991 PW16 är en asteroid i huvudbältet som upptäcktes den 6 augusti 1991 av den belgiske astronomen Eric W. Elst vid La Silla-observatoriet. Den är uppkallad efter den amerikanske uppfinnaren Samuel Morse.
Asteroiden har en diameter på ungefär 3 kilometer och den tillhör asteroidgruppen Nysa.